# Barronopsis jeffersi
Barronopsis jeffersi is een spinnensoort in de taxonomische indeling van de trechterspinnen (Agelenidae).
Het dier behoort tot het geslacht Barronopsis. De wetenschappelijke naam van de soort werd voor het eerst geldig gepubliceerd in 1945 door Muma.